# Пасол
Па́сол (рос. Пасол) — присілок у складі Нижньовартовського району Ханти-Мансійського автономного округу Тюменської області, Росія. Знаходиться на міжселенній території.
Населення — 41 особа (2010, 35 у 2002).
Національний склад станом на 2002 рік: росіяни — 37 %.